# گل‌های زیر شیروانی
گل‌های اتاق زیرشیروانی (به انگلیسی: Flowers in the Attic) رمانی در سبک گوتیک به‌نویسندگی وی سی اندروز می‌باشد. این رمان از زبان کتی دالنگنگر و به‌صورت اول شخص روایت می‌گردد. این اثر دوبار در سال‌های ۱۹۸۷ و ۲۰۱۴ به فیلم اقتباس شد. این کتاب به‌شدت محبوب بود و بیش از ۴٫۵ میلیون نسخه در سراسر جهان فروخت.

## پی‌رنگ
در سال ۱۹۵۷، خانوادهٔ دالنگنگر — پدر کریستوفر، مادر کورین، کریس ۱۴ ساله، کتی ۱۲ ساله و دوقلوهای ۵ ساله کری و کوری — زندگی شاد و آرامی را در گلدستون، پنسیلوانیا سپری می‌کردند تا اینکه پدر خانواده کریستوفر در یک تصادف رانندگی کشته می‌شود و کورین را با بدهی و بدون هیچ راهی برای تأمین نیازهای فرزندانشان و حمایت از آن‌ها تنها گذاشت.
کورین هنگامی که آن‌ها که در آستانه از دست دادن خانه‌شان هستند به فرزندانش می‌گوید وقتی جوان بوده ازدواجش با کریستوفر پدرش یعنی مولتی میلیونر «مالکوم فاکس‌ورث» را جوری خشمگین ساخته که باعث شده بوده او کورین را از ارث محروم کند و حالا که مالکوم پیر به‌دلیل بیماری قلبی رو به موت است، کورین تصمیم دارد به خانهٔ کودکی‌اش فاکس‌ورث هال در ویرجینیا برگردد تا بتواند محبت او را جلب نماید و پیش از مرگ او نام خود را دوباره به‌عنوان وارث در وصیت‌نامه بگنجاند. از آنجا که مالکوم نمی‌داند کورین از ازدواجش با کریستوفر صاحب فرزندانی شده‌است بچه‌ها باید در اتاقی دورافتاده در طبقهٔ بالای عمارت بزرگ فاکس‌ورث هال پنهان شوند تا زمانی که کورین بتواند این موضوع را به پدرش بگوید. او به بچه‌ها اطمینان می‌دهد که آن‌ها فقط چند روز در آن اتاق می‌مانند.
در عمارت فاکس‌ورث هال، مادر کورین (که فقط با نام «مادربزرگ» شناخته می‌شود) بچه‌ها را در اتاقی که به اتاق زیرشیروانی بزرگ خانه متصل است، زندانی می‌کند. مادربزرگ، کورین را مجبور می‌کند تا به فرزندانش حقیقت را بگوید: دلیل محروم شدن او از ارث این بوده که کریستوفر، برادر ناتنی کوچک‌تر مالکوم و در نتیجه دایی ناتنی کورین بوده و بچه‌ها حاصل یک رابطهٔ محرم‌آمیز هستند. مادربزرگ معتقد است که بچه‌ها «زادهٔ شیطان» هستند و شدیداً روی موضوع رابطهٔ محرم‌آمیز حساس است هرگونه تماس بین جنس‌های مخالف را ممنوع کرده و بچه‌ها را از سرو صدا یا باز کردن پنجره‌های اتاق منع می‌کند و آن‌ها تنها می‌توانند در اتاق زیرشیروانی بازی کنند.
کریس و کتی نهایت سعیشان را می‌کنند تا با شرایط کنار بیایند و آن را بهتر کنند و با تزئین اتاق زیرشیروانی با گل‌های کاغذی، باغی خیالی برای دوقلوها می‌سازند. مادربزرگ هر صبح با سبد پیک‌نیک پر از غذای روزانه می‌آید و از بچه‌ها در رابطه‌با حیا و پرهیزکاریشان به بازجویی می‌پردازد، و سؤالاتی که کودکان به‌دلیل معصومیت کودکانه‌شان قادر به درک کامل آن‌ها نیستند. کورین در ابتدا چندین بار در روز به دیدار آن‌ها می‌آمد و اسباب‌بازی و هدایایی نیز برایشان می‌آورد امّا به‌مرور زمان دیدارهای آن‌ها نامنظم می‌شود. کریس و کتی پس از گذشت ماه‌ها باز او را می‌بینند چرا که کورین قول داده بود تنها چند روز در آن اتاق خواهند ماند. کورین سرانجام اذعان می‌دارد که آن‌ها باید تا زمان مرگ پدربزرگشان در اتاق بمانند.

## بازخورد
یک نقد در واشینگتن پست زمانی که این اثر منتشر شده بود، آن را به‌عنوان «آشغال مغشوش» توصیف کرد که «ممکن است بدترین کتابی باشد که من تا به حال خوانده‌ام». در عین حال، نقد بازنگری در گاردین موافقت می‌کرد که کتاب دیوانه‌وار است، اما آن را «کاملاً مجذوب‌کننده» خواند.